# トロワ近代美術館
トロワ近代美術館(Musée d'art moderne de Troyes)は、フランスのトロワにある美術館である。

## 沿革
トロワ近代美術館は1982年に創設された。実業家のピエール・レヴィとその妻ドゥニーズが1976年にフランス国家に寄贈したコレクションが中心となっている。

## コレクション
20世紀後半から60年代までの作品2000点が収められており、ギュスターヴ・クールベ、エドガー・ドガ、オノレ・ドーミエ、エドゥアール・ヴュイヤール、ピエール・ボナール、アンドレ・ドラン、シャイム・スーティン、アメデオ・モディリアーニ、ジョルジュ・ルオーなどが展示されている。またモーリス・マリノのガラス工芸品やアフリカ美術も所蔵している。

## 参照
1. ↑  Veille Info Tourisme, p. 115